# Берегометская поселковая община
Берегометская поселковая община (укр. Берегометська селищна громада) — территориальная община в Вижницком районе Черновицкой области Украины.
Административный центр — посёлок Берегомет.
Население составляет 19217 человек. Площадь — 492,7 км².
В соответствии с распоряжением Кабинета Министров Украины от 12 июня 2020 года, в состав общины вошла территория Берегометского поселкового совета, а также Долишнешепотского, Лукавецкого и Миговского сельских советов Вижницкого района

## Населённые пункты
В состав общины входит 1 посёлок и 12 сёл:
- Берегомет
  - Заречье
- Долишнешепотский старостинский округ:
  - Долишний Шепот
  - Лопушна
  - Лекечи
  - Фальков
- Лукавецкий старостинский округ:
  - Вахновцы
  - Волчинец
  - Липованы
  - Лукавцы
  - Майдан
- Миговский старостинский округ:
  - Великое
  - Мигово